# Caso Estados Unidos v. Corte distrital dos Estados Unidos
Estados Unidos v. Corte distrital dos Estados Unidos (1972), também conhecido como Caso Keith, foi um caso julgado pela Suprema Corte cuja decisão, por unanimidade (8-0), foi a de que as regras da Quarta Emenda também deveriam ser obedecidas em casos de vigilância feitos para se evitar a eclosão de alguma ameaça doméstica.